# 紫花软叶兰
紫花软叶兰（学名：Malaxis purpurea）为兰科小柱兰属下的一个种。其种加词“purpurea”意为“紫色的”，意指花是紫色的。